# 下瀬川ひなる
下瀬川 ひなる（しもせがわ ひなる）は、日本の漫画家。愛知淑徳大学文学部国文学科卒。岐阜県在住。

## 経歴・人物
『月刊少年ガンガン』2016年8月号（『ガンガンONLINE』でも併載）の「GGグランプリ「四コママンガバトル」」に瀬川ひなる名義で投稿した4コマ漫画連作「じいちゃんとおれ」が掲載され、読者投票で勝ち抜いて同誌9月号に第2話が掲載された。2回勝ち抜くと同紙に読み切り漫画の掲載権が与えられる制度ながら、2話目までで敗退。しかしながらその後、2016年12月に現在名義で投稿した「ころころころしや」が第17回「コミックジーン月例杯」で〈銀賞〉を受賞。
2017年9月15日発売の『おそ松さん公式アンソロジーコミック【ゲスゲス】』（おそ松さん製作委員会/監修、ジーン編集部/編集、MFCジーンピクシブシリーズ）に「カップルを滅ぼす100の方法」を掲載。同年10月15日発売の『月刊コミックジーン』2017年11月号には、特別読切「悪魔新人研修専門家クーロ!!」が掲載。同誌2017年12月号から2019年5月号まで「偉人ですか? 英雄ですか? 死んでもらっていいですか?」を連載した。同誌2020年6月号から2022年10月号まで「おしえて! BLソムリエお兄さん」を連載した。

## 作品リスト

### 漫画
- 太字は連載作品
- 略称
  - 月ガ：月刊少年ガンガン、ガO：ガンガンONLINE(2つともスクウェア・エニックス)、月ジ：月刊コミックジーン(KADOKAWA)、ジ(ピ): ジーンピクシブ(KADOKAWA・pixiv)
  - 〈収録〉ア1:『おそ松さん公式アンソロジーコミック【ゲスゲス】』（おそ松さん製作委員会/監修、ジーン編集部/編集、MFCジーンピクシブシリーズ）（2017年9月15日発売 ISBN 978-4-04-068272-3）、ア2:『佐々木と宮野 公式アンソロジーコミック』（春園ショウ/原作・監修、MFCジーンピクシブシリーズ）（2022年4月27日発売 ISBN 978-4046813299）、ア3:『みなと商事コインランドリー 公式アンソロジーコミック ふわふわ』（椿ゆず/原作、缶爪さわ/監修、MFCジーンピクシブシリーズ）（2022年11月26日発売 ISBN 978-4046817877）

| タイトル                                          | 形式 | 掲載号                                                            | 収録  | 備考 |
| ------------------------------------------------- | ---- | ----------------------------------------------------------------- | ----- | --- |
| 「じいちゃんとおれ」第1話・第2話                  | 読切 | 月ガ 2016年8月号 2016年9月号 ガOでも併載                          | 未    | 瀬川ひなる名義。 読者投票で勝ち抜き第2話が掲載。 2回勝ち抜くと同紙に読み切り漫画の掲載権が与えられる制度ながら、2話目までで敗退。     |
| ころころころしや                                  | 読切 | 月ジ 2017年1月号                                                  | 未    | 現在名義で投稿。 第17回「コミックジーン月例杯」〈銀賞〉受賞。 コマの抜粋のみ掲載。                                                    |
| カップルを滅ぼす100の方法                         | 読切 | なし                                                              | ア1   | 現在名義で発表された最初の作品。 |
| 悪魔新人研修専門家クーロ!!                        | 読切 | 月ジ 2017年11月号                                                 | 収    | 特別読切。 |
| 偉人ですか? 英雄ですか? 死んでもらっていいですか? | 連載 | 月ジ 2017年12月号 - 2019年5月号                                   | 全2巻 | 初連載作品。 |
| 我ら出鱈目に恋してる!!                            | 読切 | 月ジ 2019年6月号                                                  | 未    | 学校一の美少女と学校一のイケメンが天然電波男子を巡って争う話としてTwitter上で公開。                                                   |
| 魔法学園男子寮へようこそ!!                        | 読切 | 月ジ 2019年7月号                                                  | 未    | 魔法学校男子寮の男の子たちがわちゃわちゃしてる話としてTwitter上で公開。                                                               |
| おしえて! BLソムリエお兄さん                      | 連載 | 月ジ 2020年6月号 - 2022年10月号                                   | 全3巻 | 2作目の連載作品。 |
| 手紙。                                            | 読切 | なし                                                              | ア2   | |
| 警察ごっこ                                        | 読切 | なし                                                              | ア3   | |
| 隣のアンチくん                                    | 連載 | ジ(ピ) 2023年7月21日 - 10月27日、2024年2月2日 - 2025年2月27日配信 | 全3巻 | 3作目の連載作品。 第1話が月ジ2023年11月号に再録（「特別掲載」）された（カラーページもモノクロで掲載）。第7話が月ジ2024年9月号に再録。 |